# Düchelsdorf
Düchelsdorf là một đô thị thuộc huyện Lauenburg, trong bang Schleswig-Holstein, nước Đức. Đô thị Düchelsdorf có diện tích 3,01 km², dân số thời điểm 31 tháng 12 năm 2006 là 153 người.